# Steve Coogan
Stephen John Coogan (Mánchester, 14 de octubre de 1965), más conocido como Steve Coogan es un actor, productor, humorista y guionista británico. Comenzó su carrera como comediante de stand up.
Coogan también ha incursionado en papeles más serios, como en la película What Maisie Knew, e interpretando a Paul Raymond en la cinta biográfica El libro del amor. Produjo y protagonizó la película Philomena, lo que le valió nominaciones a los Globos de Oro y a los premios BAFTA, y dos nominaciones a los premios de la Academia. Integró el reparto de las series de televisión Doubt y Happyish.

## Filmografía
| Año  | Título                                             | Rol                                                          | Notas                        |
| ---- | -------------------------------------------------- | ------------------------------------------------------------ | ---------------------------- |
| 1989 | Resurrected                                        | Joven                                                        |                              |
| 1995 | The Indian in the Cupboard                         | Tommy Atkins                                                 |                              |
| 1996 | The Wind in the Willows                            | Topo                                                         |                              |
| 1998 | Sweet Revenge                                      | Bruce Tick                                                   |                              |
| 2001 | The Parole Officer                                 | Simon Garden                                                 | Escritor                     |
| 2002 | 24 Hour Party People                               | Tony Wilson                                                  |                              |
| 2003 | Coffee and Cigarettes                              | Steve                                                        | Segmento: "Cousins?"         |
| 2004 | Ella Enchanted                                     | Heston la serpiente                                          | Voz                          |
| 2004 | La vuelta al mundo en 80 días                      | Phileas Fogg                                                 |                              |
| 2005 | Happy Endings                                      | Charley                                                      |                              |
| 2005 | Tristram Shandy: A Cock and Bull Story             | Tristram Shandy / Walter Shandy / Steve Coogan               |                              |
| 2006 | The Alibi (La coartada)                            | Ray Elliot                                                   |                              |
| 2006 | Night at the Museum                                | Octavius                                                     |                              |
| 2006 | Marie Antoinette                                   | Florimond Claude, Conde de Mercy-Argenteau / Embajador Mercy |                              |
| 2007 | For the Love of God                                | Graham                                                       |                              |
| 2007 | Arma fatal                                         | Inspector de la policía metropolitana                        | Sin acreditar                |
| 2008 | Finding Amanda                                     | Michael Henry                                                |                              |
| 2008 | Tales of the Riverbank                             | Roderick                                                     | Voz                          |
| 2008 | Tropic Thunder                                     | Damien Cockburn                                              |                              |
| 2008 | Hamlet 2                                           | Dana Marschz                                                 |                              |
| 2009 | What Goes Up                                       | Campbell Babbitt                                             | Productor                    |
| 2009 | In the Loop                                        | Paul Michaelson                                              |                              |
| 2009 | Night at the Museum: Battle of the Smithsonian     | Octavius                                                     |                              |
| 2010 | Percy Jackson & the Olympians: The Lightning Thief | Hades                                                        |                              |
| 2010 | Los otros dos                                      | David Ershon                                                 |                              |
| 2010 | Marmaduke                                          | Raisin                                                       | Voz                          |
| 2011 | The Trip                                           | Steve Coogan                                                 |                              |
| 2011 | Our Idiot Brother                                  | Dylan                                                        |                              |
| 2012 | Ruby Sparks                                        | Langdon Tharp                                                |                              |
| 2012 | ¿Qué hacemos con Maisie?                           | Beale                                                        |                              |
| 2013 | The Look of Love                                   | Paul Raymond                                                 |                              |
| 2013 | Alan Partridge: Alpha Papa                         | Alan Partridge                                               | Escritor                     |
| 2013 | Despicable Me 2                                    | Silas Ramsbottom                                             | Voz                          |
| 2013 | Philomena                                          | Martin Sixsmith                                              | Escritor (junto a Jeff Pope) |
| 2014 | The Trip to Italy                                  | Steve Coogan                                                 |                              |
| 2014 | Night at the Museum: Secret of the Tomb            | Octavius                                                     |                              |
| 2017 | The Trip to Spain                                  | Steve Coogan                                                 |                              |
| 2017 | The Dinner (La Cena)                               | Paul Lohman                                                  |                              |
| 2018 | Stan & Ollie                                       | Stan Laurel                                                  |                              |
| 2018 | Y nadie más que tú                                 | Mitch.                                                       |                              |
| 2019 | The Professor and the Madman                       | Frederick James Furnivall.                                   |                              |
| 2020 | Greed                                              | Sir Richard McCreadie                                        |                              |
| 2020 | The Trip to Grecia                                 | Steve Coogan                                                 |                              |

## Premios y nominaciones
Premios Óscar
| Año  | Categoría            | Trabajo nominado | Resultado |
| ---- | -------------------- | ---------------- | --------- |
| 2014 | Mejor película       | Philomena        | Nominado  |
| 2014 | Mejor guion adaptado | Philomena        | Nominado  |

Festival Internacional de Cine de Cannes
| Año  | Categoría   | Película  | Resultado |
| ---- | ----------- | --------- | --------- |
| 2013 | Mejor Guion | Philomena | Ganador   |

Festival Internacional de Cine de Venecia
| Año  | Categoría                   | Película | Resultado |
| ---- | --------------------------- | -------- | --------- |
| 2013 | Premio Marcello Mastroianni | Joe      | Ganador   |